# Wahabismo

Bandera de Arabia Saudita, país de origen del wahabismo, en el que tiene una potente implantación.

El wahabismo( árabe : ٱلْوَهَّابِيَّة, al-Wahhābiyya ) es un movimiento revivalista dentro del Islam sunita. El predicador y teólogo Muhammad ibn Abd al-Wahhab(1703-1792) es considerado el fundador del movimiento hacia 1740. Se alió con Mohammed Ibn Saud, fundador de la dinastía saudita, hacia 1744-1745, alianza que continúa hasta nuestros días entre la familia de sus descendientes, Al ach-Sheikh, y la dinastía Al Saud.Se estableció inicialmente en la región central árabe de Najd y luego se extendió a otras partes de la península arábiga, y hoy en día se sigue principalmente en Arabia Saudita y Catar.
El movimiento wahabí denunció firmemente los rituales relacionados con la veneración de los santos musulmanes y las peregrinaciones a sus tumbas y santuarios , que estaban muy extendidos entre la gente de Najd. Ibn 'Abd al-Wahhab y sus seguidores se inspiraron en gran medida en el erudito hanbalí Ibn Taymiyya (1263-1328  d. C. / 661-728 h.), que abogó por un retorno a la pureza de las primeras tres generaciones (salaf) para librar a los musulmanes de la bid'a (innovación en la religión) y consideró sus obras como referencias académicas fundamentales en teología. Si bien estaba influenciado por la escuela hanbalí, el movimiento repudió el Taqlid ante las autoridades legales, incluidos eruditos citados a menudo como Ibn Taymiyya e Ibn Qayyim (murió en 1350 d. C. / 751 h.).
El wahabismo ha sido caracterizado por los historiadores como sunita y puritano, mientras que sus seguidores lo describen como un "movimiento reformista" islámico para restaurar el "culto monoteísta puro". Sociopolíticamente, el movimiento representó la primera gran revuelta liderada por los árabes contra los imperios turco, persa y extranjero que habían dominado el mundo islámico desde las invasiones mongolas y la caída del califato abasí en el siglo XIII; y más tarde serviría como un impulso revolucionario para las tendencias panárabes del siglo XIX. En 1744, Ibn Abd al-Wahhab formó un pacto con un líder local, Muhammad bin Saud, estableciendo una alianza político-religiosa con la monarquía saudí que duró más de 250 años. El movimiento wahabí gradualmente ganó prominencia como una influyente tendencia reformista anticolonial en el mundo islámico que abogaba por la regeneración de la destreza social y política de los musulmanes. Sus temas revolucionarios inspiraron a varios reformistas islámicos, académicos, ideólogos panislamistas y activistas anticoloniales hasta de África Occidental.
Durante más de dos siglos, las enseñanzas de Ibn Abd al-Wahhab fueron defendidas como credo oficial en los tres estados saudíes . A partir de 2017, los cambios en la política religiosa saudí por parte del príncipe heredero Mohammed bin Salman han llevado a una represión generalizada de los islamistas en Arabia Saudita y el resto del mundo árabe. En 2021, la disminución del poder de los clérigos religiosos provocada por los cambios sociales, económicos y políticos, y la promoción por parte del gobierno saudí de una narrativa nacionalista que enfatiza los componentes no islámicos, condujo a lo que se ha descrito como la "era post-wahabí" de Arabia Saudita. La conmemoración anual del día de la fundación de Arabia Saudita, el 22 de febrero desde 2022, que marcó el establecimiento del Emirato de Dir'iyah por Muhammad ibn Saud en 1727 y restó importancia a su pacto con Ibn Abd al-Wahhab en 1744, ha llevado a la "disociación" oficial del clero religioso por parte del estado saudí.

## Etimología
El término árabe Wahhabi se traduce al español como "de Wahhab ", que significa "el Dador", que es uno de los nombres de Dios en el Islam. La palabra es principalmente un exónimo y no fue utilizada por Muhammad ibn Abd al-Wahhab o por sus partidarios, que se llamaban a sí mismos Muwahhidun ("los unitarios") derivado de Tawhid, el principio islámico central que denota la unicidad de Dios. Más tarde, muchos seguidores adoptaron el término Salafi en su lugar, atribuyéndose a las primeras tres generaciones conocidas como los salaf.
La designación wahabí para este movimiento probablemente fue utilizada por primera vez por Sulayman ibn Abd al-Wahhab, un ardiente crítico de las opiniones de su hermano, que utilizó el término en su supuesto tratado Fasl al-Khitab fi al-Radd ala Muhammad ibn Abd al-Wahhab. Los oponentes políticos del movimiento utilizaron ampliamente el término para denunciarlo. Los seguidores modernos del movimiento siguen rechazando el término wahabí para ellos mismos.
El propio Ibn Abd al-Wahhab o sus seguidores suelen referirse a sí mismos como salafistas , sunitas o muwahidun. El término wahabí probablemente fue utilizado por primera vez por Sulayman ibn Abd al-Wahhab, un acérrimo oponente de las opiniones de su hermano hasta 1776  d. C./1190 h., quien declaró que el movimiento wahabí era la interpretación personal de su líder. Ibn Abd al-Wahhab y los primeros seguidores de su movimiento se referían a sí mismos como "al-muwahhidun" (monoteístas; Árabe : الموحدون , "uno que profesa la unicidad de Dios " o "Unitarios" derivado de Tawhid (la unicidad de Dios).Los seguidores actuales del movimiento continúan rechazando el término y en su lugar a menudo se refieren a sí mismos como Salafi (también utilizado por los seguidores de otros movimientos de reforma islámicos).
El término "wahabí" no debe confundirse con wahbi, que es el credo dominante dentro del ibadísmo.
Además de su definición básica como un movimiento reformista del siglo XVIII,el movimiento wahabí también ha sido caracterizado como un "movimiento para la reconstrucción socio-moral de la sociedad", "un movimiento reformista conservador", y una secta con una "interpretación firmemente fundamentalista del Islam en la tradición de Ibn Hanbal".
Los partidarios del movimiento wahabí lo caracterizan como "Islam puro", indistinguible del salafismo, y de hecho "el verdadero movimiento salafista" que busca "un retorno al mensaje prístino del Profeta " e intenta liberar al Islam de "doctrinas superpuestas" y supersticiones". Los opositores del movimiento y lo que representa lo etiquetan como "un credo equivocado que fomenta la intolerancia, promueve una teología simplista y restringe la capacidad del Islam para adaptarse a circunstancias diversas y cambiantes". El término "wahabismo" también se ha convertido en un término general utilizado de forma incorrecta para referirse a "cualquier movimiento islámico que tenga una aparente tendencia hacia la misoginia, el militantismo, el extremismo o la interpretación estricta y literal del Corán y los hadices".
Abdallah al Obeid, ex decano de la Universidad Islámica de Medina y miembro del Consejo Consultivo Saudí, ha caracterizado al movimiento como "una tendencia política" dentro del Islam que "ha sido adoptada con fines de compartir el poder", pero no un movimiento religioso diferenciado, porque "no tiene prácticas especiales, ni ritos especiales, ni una interpretación especial de la religión que difiera del cuerpo principal del Islam sunita".

### Wahabismo y salafismo
Existe una considerable confusión entre el wahabismo y el salafismo, pero muchos académicos y críticos establecen distinciones claras entre ambos términos. Según el analista Christopher M. Blanchard, el wahabismo se refiere a "un credo islámico conservador centrado y que emana de Arabia Saudita", mientras que el salafismo es "un movimiento islámico puritano más general que se ha desarrollado de forma independiente en diversas épocas y en diversos lugares del mundo islámico". Sin embargo, muchos ven al wahabismo como el salafismo originario de Arabia. Ahmad Moussalli tiende a estar de acuerdo en que el wahabismo es un subconjunto del salafismo, diciendo que "por regla general, todos los wahabíes son salafistas, pero no todos los salafistas son wahabíes ". Quintan Wiktorowicz afirma que los salafistas modernos consideran que el erudito del siglo XVIII Muhammed bin 'Abd al-Wahhab y muchos de sus estudiantes fueron salafistas.
Según Joas Wagemakers, profesor asociado de Estudios Islámicos y Árabes en la Universidad de Utrecht, el salafismo consiste en amplios movimientos de musulmanes en todo el mundo que aspiran a vivir de acuerdo con los precedentes de Salaf al-Salih; mientras que el "wahabismo" -un término rechazado por sus seguidores- se refiere a la marca específica de campaña de reforma (islah) que fue iniciada por el erudito del siglo XVIII Muhammad ibn ʿAbd al-Wahhab y evolucionó a través de sus discípulos posteriores en la región central árabe de Najd. A pesar de sus relaciones con los musulmanes wahabíes de Najd; otros salafistas a menudo han diferido teológicamente con los wahabíes y, por lo tanto, no se identifican con ellos. Estos incluyeron disputas significativas con los wahabíes sobre su aplicación indebidamente dura de sus creencias, su falta de tolerancia hacia otros musulmanes y su compromiso deficiente con su oposición declarada al taqlid y la defensa del ijtihad.
En las doctrinas de 'Aqida (credo), wahabíes y salafistas se parecen entre sí; particularmente en su enfoque sobre el Tawhid. Sin embargo, históricamente el movimiento Muwahidun estaba preocupado principalmente por Tawhid al-Rububiyya (Unidad del Señor) y Tawhid al-Uloohiyya (Unidad de Adoración), mientras que el movimiento Salafiyya puso un énfasis adicional en Tawhid al-Asma wa Sifat (Unidad de los Nombres Divinos y Atributos); con una comprensión literal de los Nombres y Atributos de Dios.

## Historia
El movimiento wahabí comenzó como un movimiento reformista en la península arábiga a principios del siglo XVIII, cuyos seguidores se describían a sí mismos como "Muwahhidun" (Unitarios). Un joven clérigo hanbalí llamado Muhammad ibn Abd al-Wahhab (1703-1792  d. C. / 1115-1206 h.), líder de los Muwahhidun y epónimo del movimiento wahabí, llamó a sus discípulos a denunciar ciertas creencias y prácticas asociadas con el culto a los santos como impurezas idólatras e innovaciones en el Islam (bid'ah). Su movimiento enfatizó la adhesión al Corán y al hadiz, y abogó por el uso de la ijtihad. Finalmente, Ibn 'Abd al-Wahhab formó un pacto con un líder local, Muhammad bin Saud, ofreciendo obediencia política y prometiendo que la protección y propagación del movimiento wahabí significaba "poder y gloria" y gobierno de "tierras y hombres".
Los historiadores, eruditos, viajeros y diplomáticos europeos de los siglos XVII y XIX compararon el movimiento wahabí con varios movimientos sociopolíticos euroamericanos de la Era de las Revoluciones. El erudito calvinista John Ludwig Burckhardt, autor de las obras bien recibidas "Viajes por Arabia" (1829) y "Notas sobre los beduinos y los wahabíes" (1830), describió a los muwahhidun como lugareños árabes que resistieron la hegemonía turca y sus tácticas " napoleónicas ". El historiador Loius Alexander Corancez en su libro "Histoire des Wahabis" describió el movimiento como una revolución asiática que buscaba un poderoso renacimiento de la civilización árabe estableciendo un nuevo orden en Arabia y limpiando todos los elementos irracionales y supersticiones que se habían normalizado a través de los excesos sufíes de las influencias turcas y extranjeras. El historiador escocés Mark Napier atribuyó los éxitos de la revolución de Ibn 'Abd al-Wahhab a la ayuda de "frecuentes interposiciones del Cielo".
Tras la unificación de Arabia Saudita, los wahabíes pudieron extender su poder político y consolidar su dominio sobre las ciudades sagradas islámicas de La Meca y Medina. Tras el descubrimiento de petróleo cerca del Golfo Pérsico en 1939, Arabia Saudita tuvo acceso a los ingresos por exportación de petróleo, ingresos que crecieron hasta miles de millones de dólares. Este dinero –gastado en libros, medios de comunicación, escuelas, universidades, mezquitas, becas, becas de investigación, empleos lucrativos para periodistas, académicos y ulemas–  dio a los ideales wahabíes una “posición de fuerza preeminente” en el Islam en todo el mundo.

## Creencias
Los seguidores del movimiento wahabí se identifican como musulmanes sunitas. La doctrina wahabí principal es la afirmación de la unicidad y unidad de Dios (Tawhid), y la oposición al shirk (violación del tawhid – "el único pecado imperdonable", según Ibn Abd Al-Wahhab). Llaman a la adhesión a las creencias y prácticas de los Salaf al-Salih (musulmanes ejemplares de los primeros tiempos). Se oponen firmemente a lo que consideran doctrinas heterodoxas, en particular las sostenidas por las tradiciones sufí y chiita, como las creencias y prácticas asociadas con la veneración de los profetas y santos . Ibn 'Abd al-Wahhab asoció tales prácticas con la cultura del Taqlid (imitación de las costumbres establecidas) adorada por los cultos paganos del período Jahiliyya. El movimiento hizo hincapié en la confianza en el significado literal del Corán y el hadiz , rechazando la teología racionalista (kalam). Los seguidores del wahabismo son favorables a la derivación de nuevas normas jurídicas (ijtihad) siempre que sean fieles a la esencia del Corán, la Sunnah y la interpretación de los salaf, y no consideran que esto sea una bid'ah (innovación).
El movimiento está fuertemente influenciado por las obras del teólogo hanbalí del siglo XIII Ibn Taymiyya, quien rechazó la teología Kalam, y su discípulo Ibn Qayyim, quien elaboró los ideales de Ibn Taymiyya. La prioridad de Ibn Taymiyya de la ética y el culto sobre la metafísica, en particular, es aceptada fácilmente por los wahabíes. Muhammad ibn 'Abd al-Wahhab fue un lector y estudiante dedicado de las obras de Ibn Taymiyya, como Al-Aqidah Al-Wasitiyya, Al-Siyasa Al-Shar'iyya, Minhaj al-Sunna y sus diversos tratados que atacan el culto a los santos y ciertas formas de sufismo. Expresando gran respeto y admiración por Ibn Taymiyya, Ibn 'Abd al-Wahhab escribió:
No conozco a nadie que esté por delante de Ibn Taymiyya, después del Imam Ahmad Ibn Hanbal en la ciencia de la interpretación y el hadiz.

## Predominio
El movimiento wahabí, aunque predominante en Arabia Saudita, se estableció en la región de Najd, y es allí donde sus prácticas conservadoras tienen el apoyo más fuerte, más que en las regiones del reino al este o al oeste de ella.Cyril Glasse atribuye la suavización de algunas doctrinas y prácticas wahabíes fuera de la región de Najd a la conquista de la región de Hiyaz "con sus tradiciones más cosmopolitas y el tráfico de peregrinos que los nuevos gobernantes no podían permitirse el lujo de alienar".Aparte de Arabia Saudita, el único otro país cuya población nativa es predominantemente wahabí es la adyacente monarquía del golfo de Catar.Las estimaciones del número de seguidores del wahabismo varían.
Los "límites" del wahabismo han sido calificados de "difíciles de precisar", pero en el uso contemporáneo, los términos "wahabí" y "salafista" a veces se usan indistintamente, y se los considera movimientos con diferentes raíces que se han fusionado desde los años 1960. Sin embargo, el wahabismo es generalmente reconocido como una forma de "salafismo", contextualizado como una marca ultraconservadora y saudí del movimiento más amplio. Muhammad Iqbal, elogió el movimiento Najdi del siglo XVIII como "el primer latido de vida en el Islam moderno", y señaló que su influencia en los reformadores religiosos del siglo XIX era "rastreable, directa o indirectamente [en] casi todos los grandes movimientos modernos del Asia y África musulmanas".

## Líderes notables
Tradicionalmente ha habido un líder reconocido del "estado religioso" wahabí, a menudo un miembro de Al ash-Sheikh (descendiente de Muhammad ibn 'Abd al-Wahhab) o pariente de otro líder religioso. Por ejemplo, Abd al-Latif era hijo de Abd al-Rahman ibn Hasan.
- Muhammad ibn 'Abd al-Wahhab (1703–1792) fue el fundador del movimiento wahabí.[6][72]
- 'Abd Allah ibn Muhammad ibn 'Abd al-Wahhab (1752–1826) fue el líder del wahabismo después de que su padre se retirara de la vida pública en 1773. Después de la caída del primer emirato saudí , Abd Allah se exilió en El Cairo, donde murió.[6]
- Sulayman ibn 'Abd Allah (1780–1818) fue nieto de Muhammad ibn Abd al-Wahhab y autor de un influyente tratado que restringía los viajes y la residencia en tierras de idólatras.[6]
- 'Abd al-Rahman ibn Hasan (1780–1869) fue jefe del estado religioso en el segundo emirato saudí.[6]
- 'Abd al-Latif ibn 'Abd al-Rahman (1810–1876) Jefe del estado religioso en 1860 y principios de la década de 1870.[6]
- Abd Allah ibn Abd al-Latif Al ash-Sheikh  (1848–1921) fue el jefe del estado religioso durante el período del gobierno rashidí y los primeros años del rey Abd al-Aziz ibn Saud.[6]
- Muhammad ibn Ibrahim Al ash-Sheikh (1893–1969) fue el líder del wahabismo a mediados del siglo XX. Se dice que "dominaba el estamento religioso wahabí y disfrutaba de una autoridad religiosa sin igual".[6]
- Ghaliyya al-Wahhabiyya era una mujer beduina de la ciudad de Turubah que ascendió al rango de " Amira al-Umara " (generalísimo) y dirigió las fuerzas wahabíes en la defensa de La Meca durante las guerras otomanas-saudíes.[73][74]
- 'Abd al-Azeez ibn Baz (1910-1999) ha sido llamado "el más destacado defensor" del wahabismo durante su tiempo.[75]
- Muhammad ibn al-Uzaymin (1925-2001) es otro "gigante". Según David Dean Commins, desde su muerte no ha surgido nadie con el mismo "grado de autoridad en el establishment religioso saudí".[75]

## Influencia y propagación internacional
Artículos principales: Guerra fría árabe, Propagación internacional del salafismo y el wahabismo y Petroislam

### Explicación de la influencia
Khaled Abou El Fadl enumeró cuatro factores principales que contribuyeron a la expansión de las ideas wahabíes en todo el mundo islámico :
- El atractivo del nacionalismo árabe, que consideraba al Imperio Otomano como una potencia ocupante extranjera y tomó un precedente poderoso de la rebelión wahabí contra los otomanos.
- El wahabismo aboga por un retorno al Islam prístino de los Salaf al-Salih (predecesores justos), que rechazaban gran parte de los precedentes legales clásicos y que, en su lugar, derivaban directamente del Corán , los hadices y los dichos de los Salaf , a través del Ijtihad . Esto también atrajo a los reformistas islámicos que presionaron por un renacimiento del ijtihad y un retorno directo a las fuentes originales para interpretar el Corán y la Sunnah, con el fin de buscar soluciones a los problemas actuales.
- El control de La Meca y Medina , que permitió al rey de Arabia Saudita asumir el manto de "custodio de las dos mezquitas sagradas", permitió a los wahabíes ejercer una gran influencia en la cultura y el pensamiento islámicos;
- La industria petrolera saudí, especialmente después de su auge durante la crisis energética de los años 1970, permitió a Arabia Saudita promover con éxito sus interpretaciones del Islam en todo el mundo islámico.[76]

Peter Mandaville enumera dos razones más:
- Factores sociales: Con la llegada de la modernidad, las generaciones más jóvenes de musulmanes se alejaron cada vez más de la comprensión religiosa "localizada" de sus padres y se inclinaron hacia una perspectiva panislámica auténticamente arraigada en las Escrituras y en las primeras generaciones de Salaf al-Salih.
- Surgieron otros movimientos reformistas islámicos autóctonos , como el Ahl-e Hadith en el sur de Asia y el movimiento Salafiyya en el mundo árabe, que compartían una perspectiva religiosa común. Estos movimientos ampliaron la colaboración en diversos campos socioeconómicos, políticos y educativos y formaron una alianza intelectual conjunta. Además, influyentes movimientos reformistas conservadores como el deobandismo comenzaron a cooperar con los wahabíes hasta cierto punto, a pesar de las variaciones doctrinales.

Según el erudito y crítico del islamismo francés Gilles Kepel, la triplicación del precio del petróleo a mediados de la década de 1970 y la progresiva adquisición de Saudi Aramco en el período 1974-1980, proporcionaron la fuente de gran parte de la influencia del wahabismo en el mundo islámico.

## Crítica

### Críticas de otros musulmanes
Entre las críticas, o comentarios hechos por los críticos, al movimiento wahabí se encuentran:
- Que no es tan estricto e inflexible como aberrante, yendo más allá de los límites del Islam en su definición restringida de tawhid (principios monoteístas islámicos), y demasiado dispuesto a cometer takfir (excomulgar) a musulmanes que violan las doctrinas wahabíes.[78]Según algunas fuentes, durante la segunda conquista wahabí-saudí de la península arábiga, se estima que 400.000 personas fueron asesinadas o heridas según algunas estimaciones.[79][80][78][81] Sin embargo, la validez del recuento de 400.000 víctimas es controvertida y muchos académicos lo consideran una cifra exagerada, ya que lo atribuyen a una invención que surgió durante la década de 1990. Cálculos más fiables estiman el número de muertos y heridos entre 10.000 y 25.000.[82]
- Que las posturas wahabíes que rechazan el taqlid (imitación de precedentes jurídicos) y abogan por la apertura del ijtihad (juicio jurídico independiente) darían lugar a la formulación de diversas pretensiones ideológicas que podrían "erosionar la esencia misma del Islam". Los tradicionalistas sufíes enfatizan firmemente la necesidad del taqlid ante las cuatro principales madhhabs (escuelas jurídicas) e invocan las enseñanzas y el legado de sus fundadores para defender el sistema jurídico basado en las madhhabs.[83][84]
- Que el acuerdo de Muhammad bin Saud de emprender la yihad para difundir las enseñanzas de Ibn 'Abd al-Wahhab tenía más que ver con la práctica tradicional najdí de las incursiones – "lucha instintiva por la supervivencia y apetito de lucro" – que con la religión.[52]
- Que su rechazo de la creencia "ortodoxa" en los santos, una creencia que se había convertido en una doctrina cardinal en el Islam sunita desde muy temprano,[85][86][87][87] representa un alejamiento de algo que ha sido una "parte integral del Islam...durante más de un milenio".[88]

### Crítica inicial
Se ha informado de que el padre de Ibn Abd al-Wahhab era crítico con su hijo. La disputa surgió cuando Ibn 'Abd al-Wahhab comenzó sus actividades públicas de da'wa en Huraymila. Sin embargo, ninguna de las fuentes indica la naturaleza exacta de este desacuerdo. El erudito salafista al-Uthaymin señaló que probablemente no se trataba de una cuestión de 'Aqidah (creencias) ya que Ibn 'Abd al-Wahhab, "no prestó ningún apoyo a los cultos a los santos y otras prácticas falsas". Se especula que disputaron sobre el pago de los jueces para resolver disputas y sobre la manera de dar da'wa , difundiendo las enseñanzas islámicas. Hasta la muerte de su padre en 1153 AH, Muhammad ibn 'Abd al-Wahhab no fue demasiado activo ni público en sus esfuerzos de da'wah.
El hermano de Ibn 'Abd al-Wahhab supuestamente escribió un libro en refutación de las nuevas enseñanzas de su hermano, llamado: "La Palabra Final del Corán, el Hadith y los Dichos de los Eruditos Concernientes a la Escuela de Ibn 'Abd al-Wahhab", también conocido como: "Al-Sawa`iq al-Ilahiyya fi Madhhab al-Wahhabiyya" ("Los Rayos Divinos Concernientes a la Escuela Wahhabí"). Se ha informado que su hermano se arrepintió y finalmente regresó a su llamado.
En "La refutación del wahabismo en fuentes árabes, 1745-1932",Hamadi Redissi proporciona referencias originales a la descripción de los wahabíes como una secta divisiva (firqa) y marginados (jariyitas) en las comunicaciones entre los otomanos y el Jedive egipcio Muhammad Ali. Redissi detalla las refutaciones de los wahabíes por parte de los eruditos (muftis); entre ellos Ahmed Barakat Tandatawin, quien en 1743 describe el wahabismo como ignorancia (Jahala).

#### Crítica sunita
El columnista turco Ekrem Buğra Ekinci escribió un artículo en el periódico pro- AKP Daily Sabah, en el que argumentó en contra de clasificar al wahabismo como parte del sunismo. Según el escritor británico Simon Ross Valentine, el wahabismo ha sido criticado vehementemente por muchos musulmanes sunitas y algunos eruditos islámicos en los términos más enérgicos como una "nueva facción, una secta vil".
 

En el siglo XVIII, el destacado erudito hanafí otomano Ibn Abidin declaró que el movimiento wahabí de Muhammad ibn 'Abd al-Wahhab era una manifestación moderna de los jariyitas.Dijo:
En nuestra época, Ibn Abdal Wahhab Najdi apareció y atacó los dos santuarios nobles (La Meca y Medina). Afirmaba ser un hanbalí, pero su pensamiento era tal que sólo él era musulmán y todos los demás eran politeístas. Bajo esta apariencia, dijo que matar a los Ahl as-Sunnah estaba permitido, hasta que Alá los destruyó (a los wahabíes) en el año 1233 de la Hégira por medio del ejército musulmán. 
Los seguidores de Muhammad Ibn 'Abd al-Wahhab consideraban muy atractivas las ideas del teólogo hanbalí Ahmad Ibn Taymiyya ( fallecido en  1328  d. C. ) y lo convirtieron en su principal referencia académica clásica. Sin embargo, durante siglos, los pensamientos de Ibn Taymiyya fueron ignorados en su mayoría por aquellos que constituían la corriente académica dominante; quienes acusarían a los wahabíes de enfatizar demasiado las obras académicas de Ibn Taymiyya. Fue solo durante el siglo XIX que Ibn Taymiyya llegó a ejercer una destacada influencia académica sobre la juventud musulmana y en el siglo XX sería una referencia importante para los revolucionarios islámicos. Por otro lado, Ibn 'Abd al-Wahhab negaría que tuviera prejuicios hacia Ibn Taymiyya; y afirma en Hadiyya al-Thaniyya:
Ibn Qayyim y su ilustre maestro Ibn Taymiyyah fueron ambos líderes rectos según la escuela de pensamiento sunita y sus escritos son queridos para mi corazón, pero no los sigo rígidamente en todos los asuntos.
Otra de las primeras refutación del wahabismo provino del jurista sufí suní Ibn Jirjis, quien sostuvo que se permite suplicar a los santos a quienquiera que “declare que no hay más dios que Dios y ore hacia La Meca ”, pues, según él, suplicar a los santos no es una forma de adoración sino simplemente invocarlos, y que la adoración en las tumbas no es idolatría a menos que el suplicante crea que los santos enterrados tienen el poder de determinar el curso de los acontecimientos. Estos argumentos fueron rechazados específicamente como heréticos por el líder wahabí de la época.